# Sisupalgar

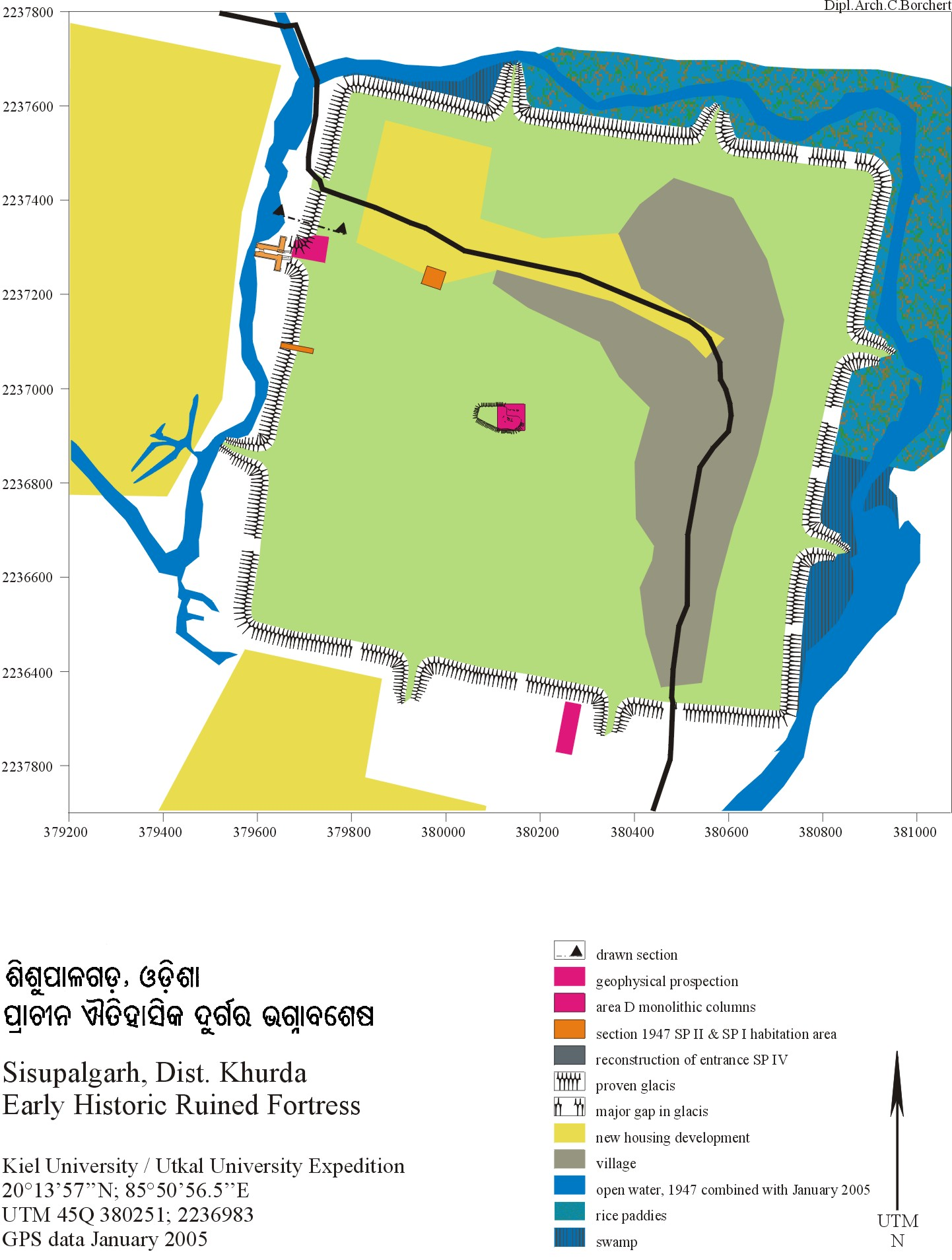
Plano de Sisupalgar

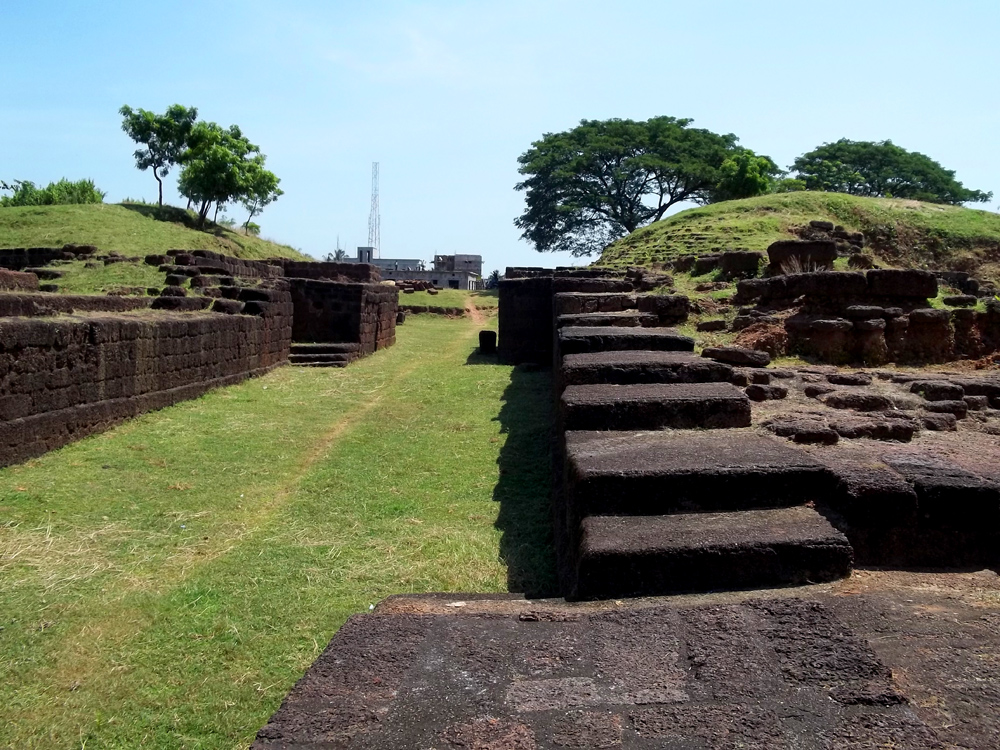
Restos das fortificações em Sisupalgar

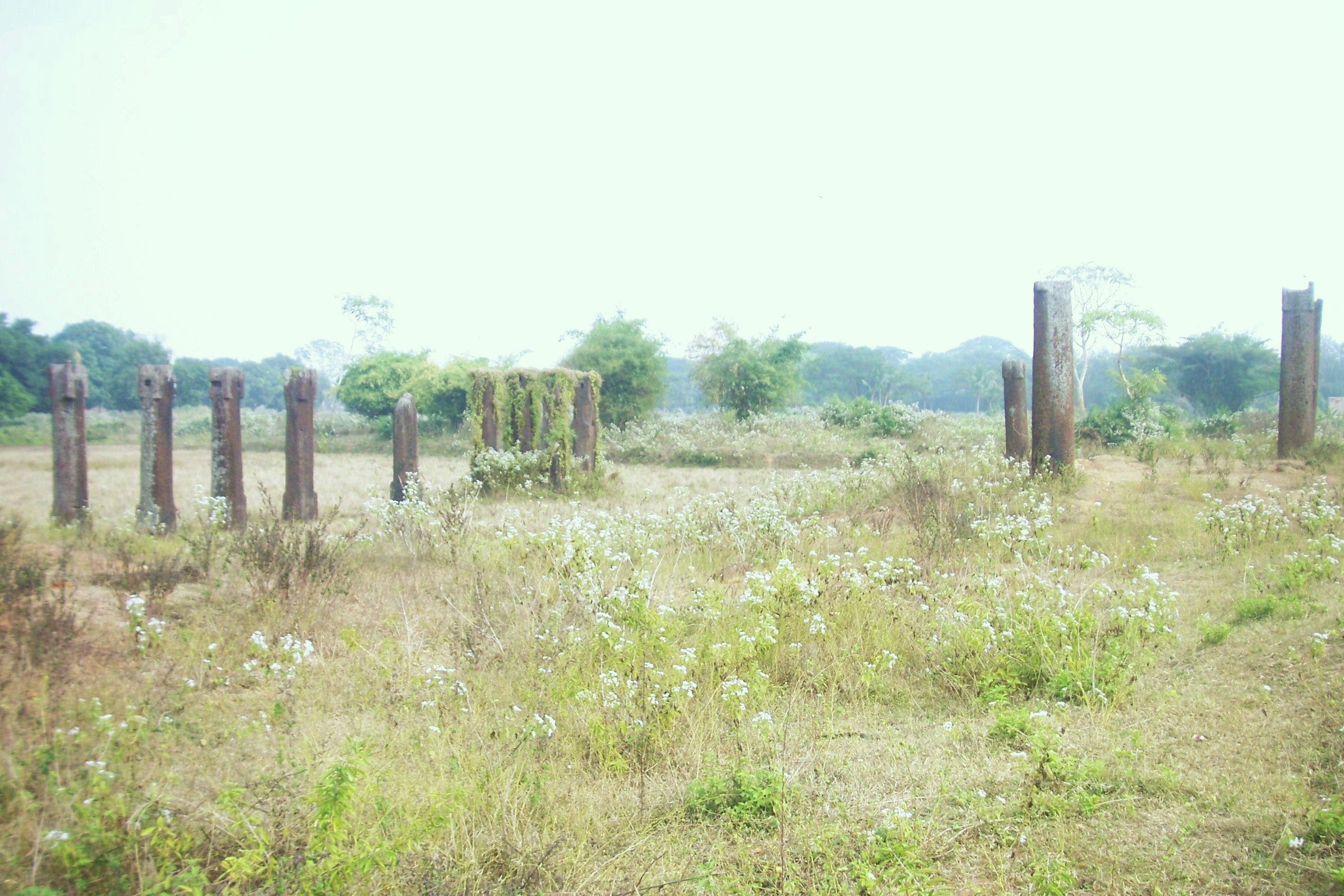
Pilares em pedra da Área D

Sisupalgar, também conhecido como Sisupalgarh ou Sishupalgarh, é uma fortificação e cidade em ruínas situada no distrito de Kurda, a 5 km de Bhubaneswar, a capital do estado moderno de Orissa, na Índia. Ela é reconhecida como a maior e mais bem preservada fortificação de seu tempo no leste do subcontinente indiano. De acordo com os estudos recentes, Sisupalgar possivelmente pode ser identificada como a capital provincial do Império Máuria de Tosali.
Sisupalgar foi escavado pela primeira vez em 1948 por uma expedição conduzida pelo arqueólogo B. B. Lal. Depois dessa, outros escavações se seguiram, sendo a mais recente a de 2005, empreendida como resultado duma parceria do Colégio Decão e da Universidade da Califórnia. Inúmeros artefatos foram encontrados, bem como evidências de um fosso e pilares em pedra. Atualmente o sítio vem sofrendo com construções ilegais e a ação de camponeses, que vem danificante os restos das fortificações para aumentar a área cultivável.

## Escavações
A primeira escavação em Sisupalgar foi conduzida em 1948 durante uma pesquisa arqueológica da Índia coordenara por B. B. Lal. A essa se seguiu outra expedição em 1950. Desde 2005, um time conjunto do Colégio Decão, em Pune, e a Universidade da Califórnia escava o sítio sob coordenação de M. Smith e R. Mohanty. Com base no padrão arquitetônico e nos artefatos descoberto durante as primeiras escavações, B. B. Lal concluiu que a localidade floresceu entre o século III a.C. e o século IV d.C.; baseadas nos novos achados, M. Smith e R. Mohanty alegaram que o sítio floresceu de ca. século V a.C. até bem depois do século IV d.C.. A fortificação em barro, construída no começo do século II a.C.. Também foi encontrado evidências de habitações fora da área fortificada, datável entre 300 a.C. e 350 d.C. De acordo com as estimativas, Sisupalgar abrigava uma população de 20 000 para 25 000.
Dentre os artefatos encontrados há elementos cerâmicos, ornamentos e pulseiras em terracota, anéis, plugues de orelha e pingentes feitos de argila. De acordo com as escavações, o perímetro da fortificação é quadrático e mede ca. 1.2 km em cada lado. Pelas evidências sabe-se que o complexo possuía um fosso e especula-se, por conseguinte, que originalmente fosse composto por galerias, ameias, torres e fortificações superiores. Numa das porções do sítio, batizada pelos arqueólogos de "Área D", foram descobertos 13 pilares em pedra. Por meio do uso de escâneres foi possível reconstruir a disposição dos pilares em escala topográfica precisa, bem como indicou a disposição de outros pilares e a possível função deles (alguns estavam dispostos como colunas de paredes de algum edifício não existente atualmente).
Atualmente é consensual entre os arqueólogos que o sítio de Sisupalgar pode ser identificado com a capital provincial do Império Máuria de Tosali, que anteriormente essa associada com Dauli, a 7 km de Bhubaneswar.

## Preservação
Durante a escavação de Lal, o sítio era praticamente deserto. A maior porção do território que constitui a antiga cidade está em áreas privadas, o que vem impedindo o estudo arqueológico. Oficial esteve muitos anos sob proteção da Pesquisa Arqueológica da Índia (PAI; ASI na sigla em inglês). Porém, na temporada arqueológica de 2005 o time indo-alemão documentou considerável número de construções ilegais no local. Além disso, há também o problema dos camponeses que aparam as arestas das fortificações de modo a aumentar a superfície cultivável.

## Galeria

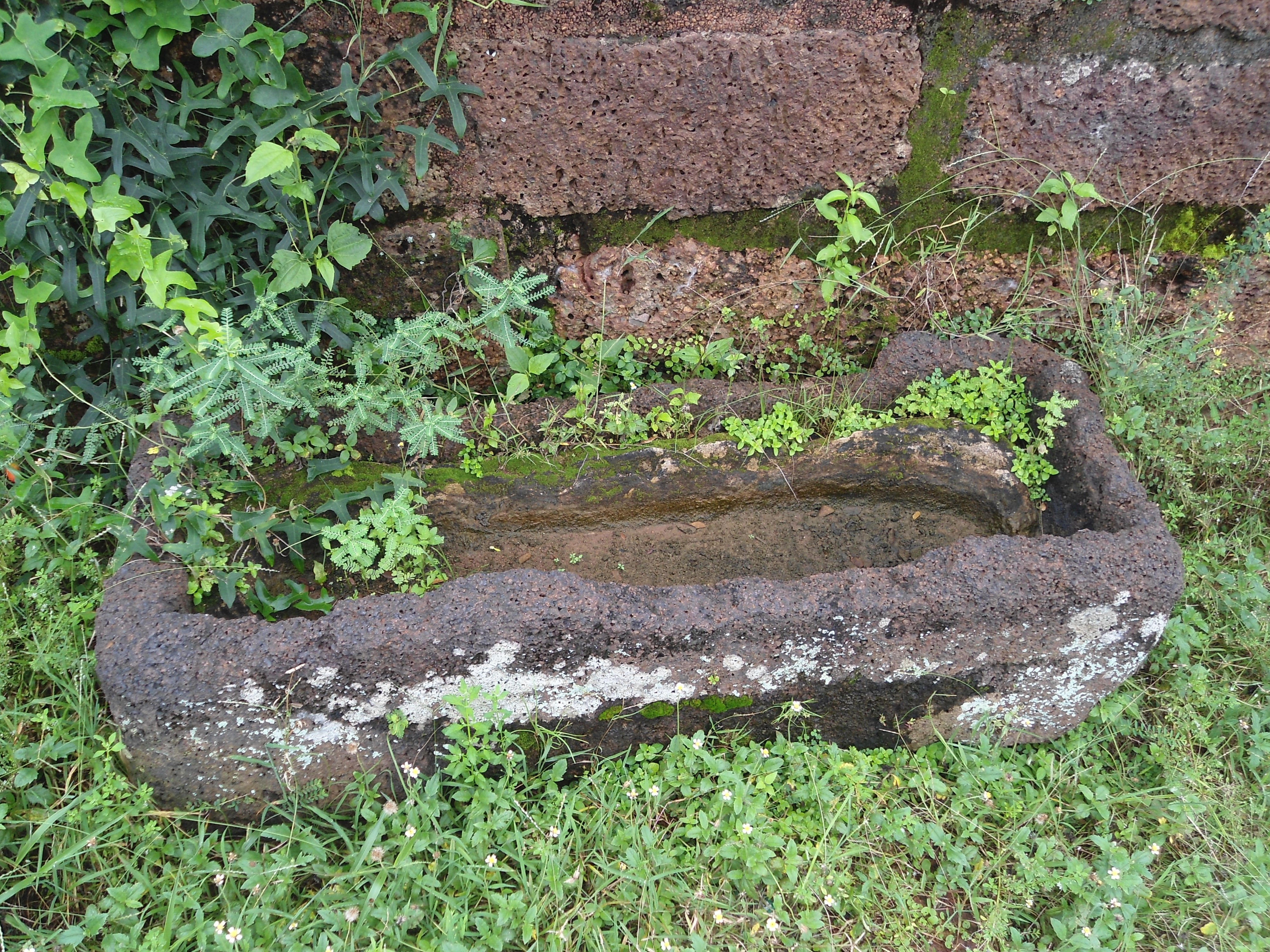
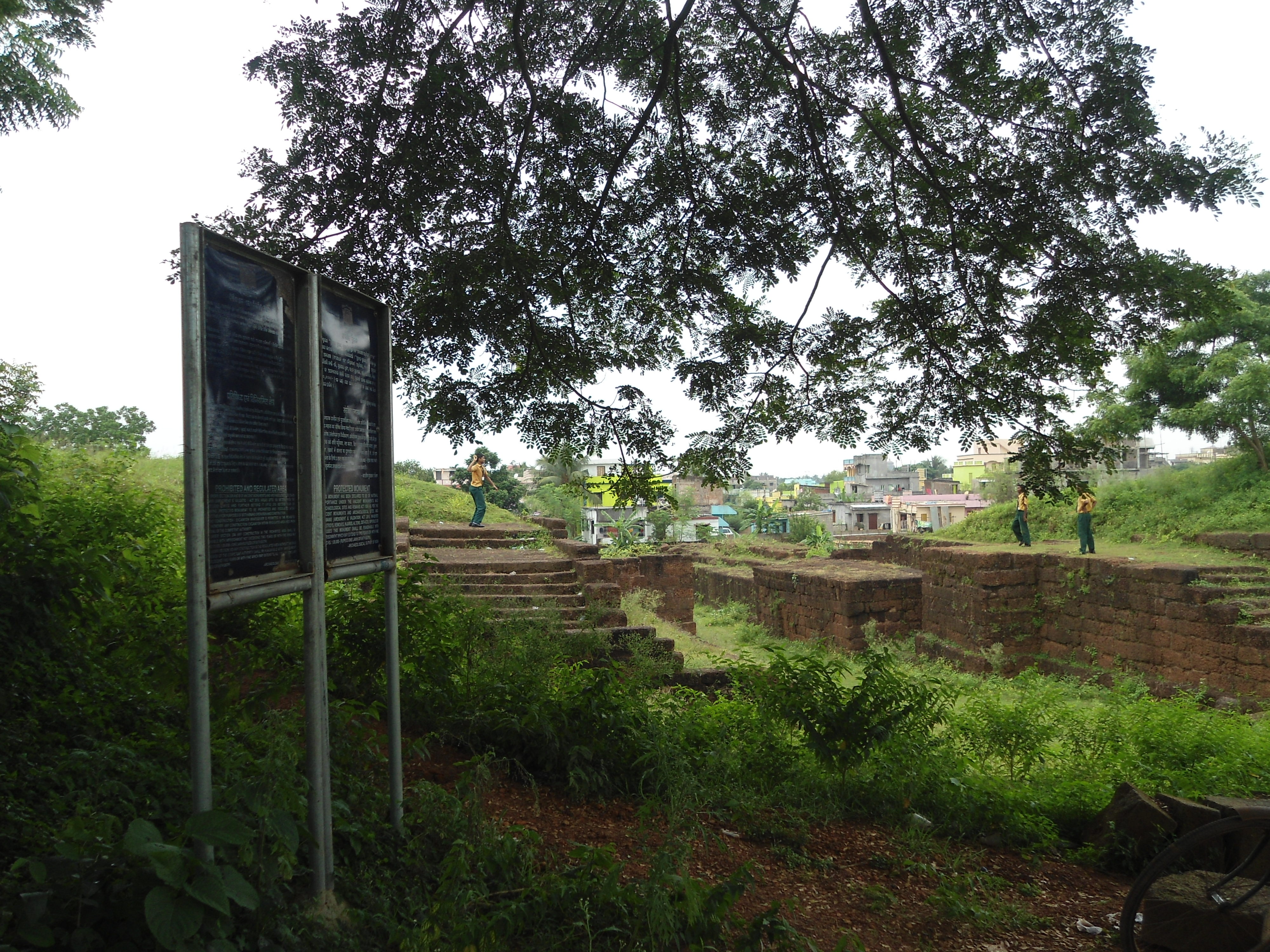
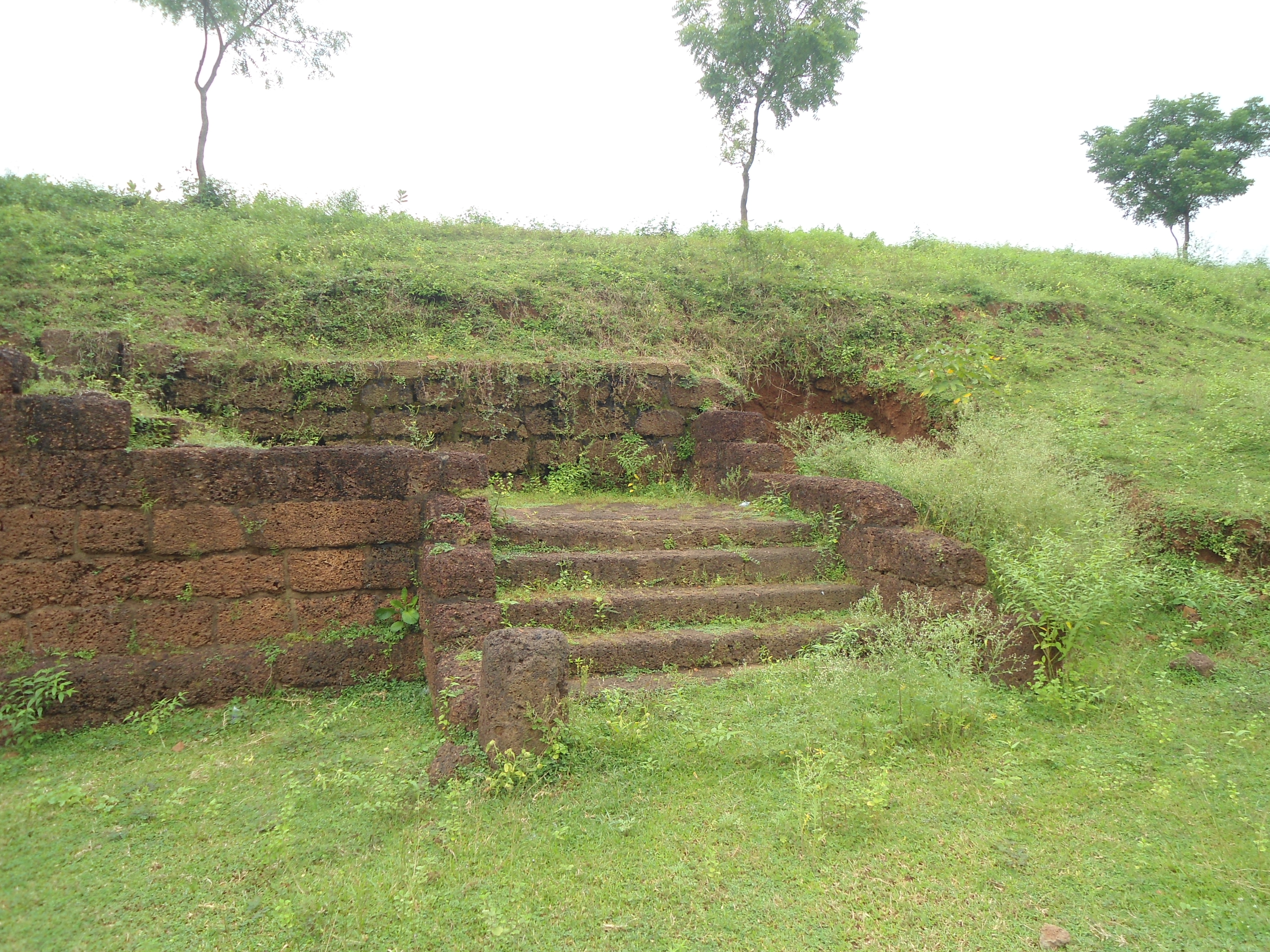
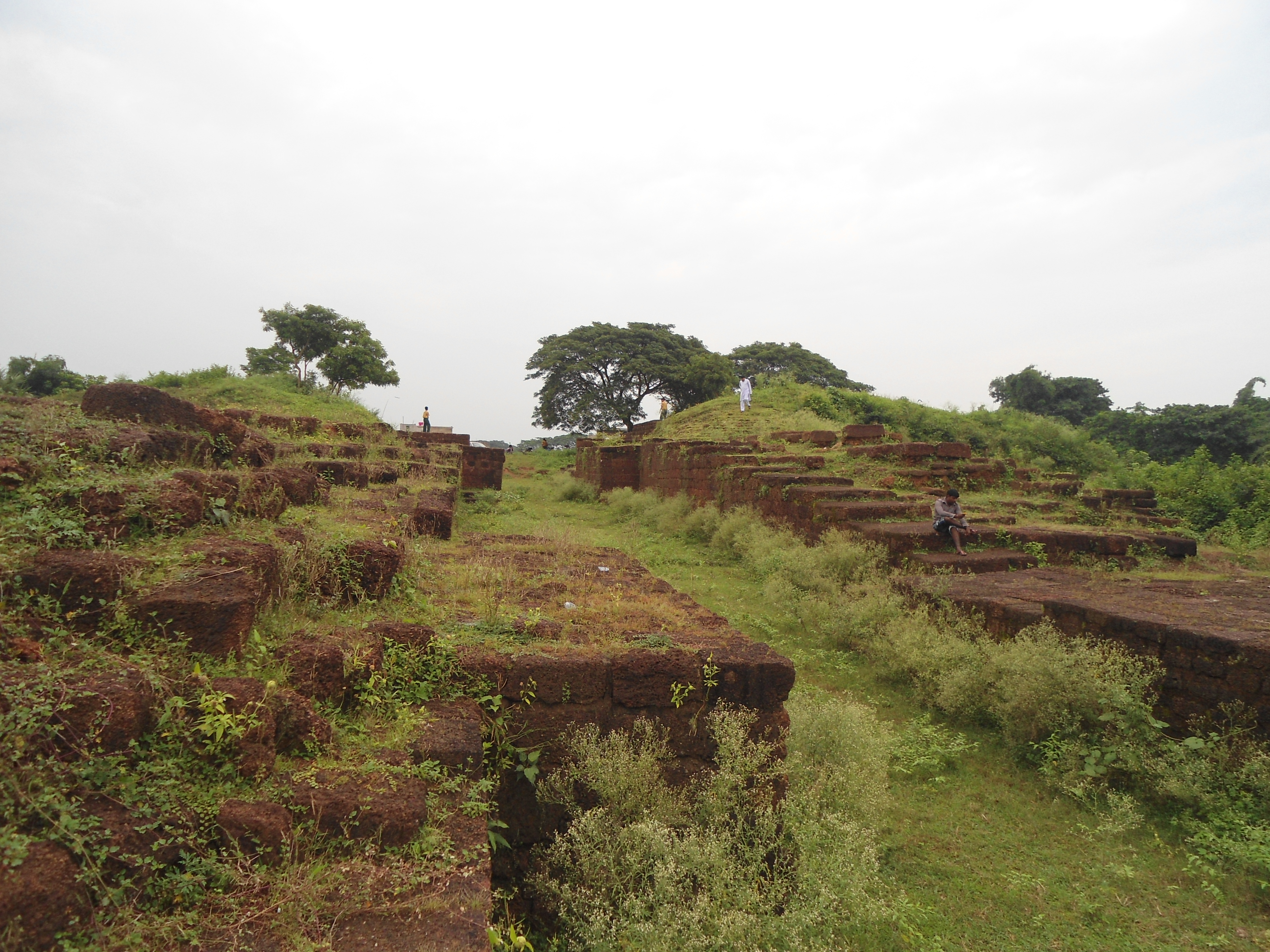
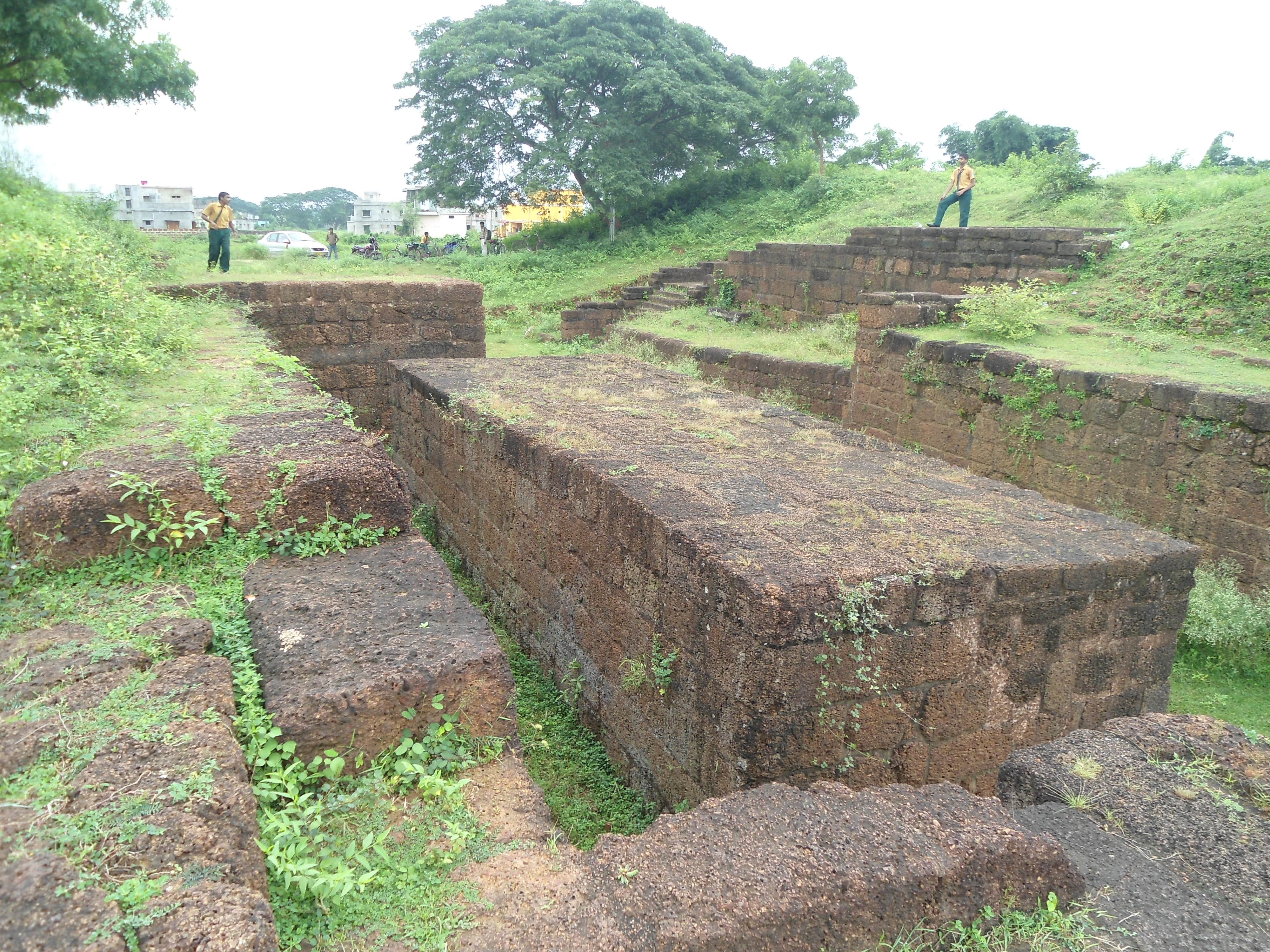